# Carlo Cafiero
Carlo Cafiero, född 1 september 1846 i Barletta, död 17 juli 1892, var en italiensk anarkist, anhängare av Mikhail Bakunin under andra hälften av 1800-talet och en av de främsta förespråkare av upprorisk anarkism och anarkokommunism i Första Internationalen.